# Silent Hill 2
Ne doit pas être confondu avec Silent Hill 2 (jeu vidéo, 2024).
Silent Hill 2 est un jeu vidéo d'action-aventure de type survival horror développé par Konami CE Tokyo et sorti en 2001 sur PlayStation 2. Le jeu a été porté sur Xbox dans une version sous-titrée Inner Fears et a été réédité dans une version director's cut sur PlayStation 2 et Windows en 2002. Le jeu fait partie de la série Silent Hill.
Il est disponible depuis mars 2012 dans une édition HD avec Silent Hill 3, sur PlayStation 3 et Xbox 360. Cette édition inclut également le scénario de Maria, Né de l'imaginaire, de Silent Hill 2.
Un remake du même nom développé par Bloober Team est sorti en 2024 sur PlayStation 5 et Windows.

## Trame

### Scénario
L'histoire de Silent Hill 2 n'a pas de lien direct avec le premier épisode : seul le cadre, la ville de Silent Hill dans le Maine, demeure le même, bien qu'il se déroule dans un autre quartier. Sur une aire de repos, aux portes de Silent Hill, James Sunderland s'interroge. Comment sa défunte femme, Mary, a-t-elle bien pu lui faire parvenir une lettre lui disant : « Rejoins-moi dans notre lieu à nous. Je t'y attends. » La confusion et le malaise règnent dans son esprit. Pour découvrir la vérité, James devra s'enfoncer dans l'épais brouillard de la ville et surmonter les cauchemars innommables qui l'habitent.

#### La lettre de Silent Heaven
James Sunderland retourne à Silent Hill après avoir reçu une lettre de sa femme, pourtant décédée trois ans auparavant. Il essaie néanmoins de la retrouver et suit les indications de la lettre pour progresser dans la ville embrumée. En explorant la ville, James va croiser la route d'autres personnes également appelées dans la ville : Angela Orosco, une victime de viol aux tendances suicidaires, Eddie Dombrowski, un assassin, Laura, une fillette avec laquelle Mary s'était liée d'amitié à l'hôpital et Maria, doppelgänger érotique de Mary qui affirme ne pas la connaitre. Il accepte d'aider une Maria terrorisée à avancer dans la ville entre les monstres grotesques qui errent dans les rues.
Alors qu'ils sont dans l'hôpital psychiatrique de Brookhaven à la recherche de Laura, James et Maria trouvent Pyramid Head, monstre-bourreau de violence physique et sexuelle exacerbées, particulièrement redoutable, qui tue Maria sous les yeux de James. Sous le choc, James décide de continuer sa route vers le seul lieu qui comptait pour son couple : l'hôtel Lakeview. En chemin, James doit traverser une prison abandonnée, un labyrinthe aux couloirs décrépis et y retrouve Maria enfermée dans une cellule, saine et sauve, sans souvenir de sa rencontre avec James ni d'avec Pyramid Head auparavant. Elle connait pourtant des détails de la vie intime de James et Mary. En voulant la libérer de la cellule, James la retrouve morte une fois encore. Il en apprend davantage sur les deux autres personnes qui errent comme lui dans Silent Hill : Angela a été abusée par son père, qu'elle a tué en légitime défense avant de fuir vers la ville, et Eddie a tué un intimidateur brutal et le chien de celui-ci. James finira par tuer Eddie en légitime défense.
Quand il arrive à l'hôtel où il avait séjourné avec sa femme, James y trouve, au sous-sol dans la section réservée au personnel de l'hôtel, une cassette vidéo le montrant étouffer sa femme mourante sur son lit d'hôpital ; peu après, la lettre de Mary disparait. Dans une autre salle de l'hôtel, il retrouve Angela, succombant à ses pulsions suicidaires et la voit se jeter dans un incendie. Il trouve également Maria, tuée par deux Pyramid Heads, au sous-sol. James comprend alors que le monstre a été créé de toutes pièces par James lui-même pour être un agent de la punition qu'il recherchait, mais il leur tient tête et les affronte. À ce moment, l'enveloppe de la lettre de Mary disparait et les Pyramid Heads se suicident. Sur le toit de l'hôtel, James trouve son ennemi final : Mary ou Maria déguisée, selon la progression du joueur.
Le jeu offre six fins, dont aucune n'est officiellement canonique :
- la fin Départ, où James retrouve une dernière fois Mary, lit sa lettre et quitte la ville avec Laura ;
- la fin Dans l'eau montre James se suicider, geste qu'il croyait impensable au départ (une note trouvable dans Silent Hill 4 laisse penser qu'il s'agit de la fin officielle et canonique) ;
- la fin Renaissance montre James essayer de ressusciter Mary grâce à différents artefacts récupérés dans la ville ;
- la fin Maria montre James retrouver une Mary vengeresse sur le toit, qui ne lui a pas pardonné de l'avoir tuée. Après sa mort, James quitte la ville avec Maria en la retrouvant au night-club Heaven's Night, vivante mais montrant des signes de maladie en toussant, faisant comprendre au spectateur que la boucle temporelle se répète.

Les deux autres fins sont humoristiques et déblocables après avoir fini le jeu une première fois : dans la fin Chien, James découvre avec stupéfaction que toute l'histoire du jeu est le fait d'un chien contrôlant la ville, les apparitions des monstres et les faits et gestes de James, et dans la fin OVNI, James est enlevé par des extra-terrestres, aidés par Harry Mason, protagoniste de Silent Hill.

#### Né de l'imaginaire
Maria est dans sa loge, au night-club Heaven's Night, et se questionne. Elle veut trouver une autre personne en vie dans la ville, désormais hantée par des monstres. Le seul refuge qu'elle trouve est le Manoir Baldwin, où se terre Ernest Baldwin qui refuse de rencontrer directement Maria. En explorant sa demeure et en récupérant des objets pour lui, Maria comprendra qu'Ernest a tenté de ressusciter sa fille défunte Amy, morte accidentellement dix ans auparavant, mais sa propre mort l'a empêché de terminer son œuvre. Avant que Maria ne s'en aille, Ernest préviendra celle-ci à propos de James : il lui dira qu'il ne lui veut rien de bon et cherche à retrouver en elle quelqu'un d'autre. En quittant les lieux, Maria envisagera de se tirer une balle dans la tête avant de se raviser en jetant l'arme, et part à la rencontre de ce James. S'ensuivent les évènements de La lettre de Silent Heaven.

### Personnages
James Sunderland : Personnage principal de Silent Hill 2. Il a des yeux verts et des cheveux blonds. Il travaille comme employé dans une petite entreprise et a généralement une personnalité introvertie. Son amour pour sa femme est immense, mais sa vie change lorsque celle-ci tombe malade d'une maladie rare et incurable. Trois ans plus tard, il reçoit une lettre de Mary l'invitant à la retrouver à Silent Hill.
Mary Shepherd-Sunderland : Femme décédée de James, pleine d'amour. Elle est décédée trois ans plus tôt. Elle avait des cheveux bruns et des yeux noisette. Sa maladie a eu un impact négatif sur son caractère, la plongeant continuellement dans la colère et le désespoir. Bien qu'elle dise à James de la quitter parce qu'elle est devenue laide, elle veut qu'il reste à ses côtés jusqu'à la toute fin. Trois ans plus tard, elle lui écrit une lettre l'invitant à la rejoindre dans un « lieu spécial ».
Angela Orosco : Elle est décrite comme une âme perdue et confuse, avec des cheveux mi-longs et des yeux bruns. James la rencontre dans le cimetière de Toluca, où elle lui dit qu'elle recherche sa mère. Ayant eu une enfance problématique, elle s'est échappée et a fini à Silent Hill. Au cours de son voyage, James découvre peu à peu l'histoire tragique d'Angela. James recroisera Angela dans l'appartement 109 de la Résidence Blue Creek puis dans le Labyrinthe (en plus de la recroiser au parc de Rosewater dans le remake), sous la Prison de Toluca, avant de la retrouver gravissant un escalier en flammes à l'hôtel Lakeview.
Eddie Dombrowski : James trouve Eddie dans une situation difficile dans l'appartement 101 (appartement 116 dans le remake) de la Résidence Wood Side. Il a des cheveux blonds et des yeux gris. Travaillant à temps partiel dans une station-service, celle de Texxon Gas (Octantis Fuels dans le remake), Eddie prétend à James qu'il n'est pas de Silent Hill et tente d'échapper à ses responsabilités concernant les événements mystérieux qui se déroulent tout autour de lui. James découvrira les manipulations et les mensonges d'Eddie au fur et à mesure de l'aventure, ainsi que la descente de celui-ci vers la folie. James recroisera Eddie au Bowling de Pete (au cinéma Rêverie, dans le remake uniquement), dans la cafétéria de la Prison de Toluca et dans la chambre froide, située sous le Labyrinthe. 
Laura : C'est une petite fille qui se montre d'abord insolente envers James. Elle a des cheveux blonds et des yeux bleus, et est âgée de huit ans. Elle a grandi dans un orphelinat et ne voit aucun problème à errer seule dans les rues de Silent Hill. Elle pose constamment des obstacles sur le chemin de James et, lorsqu'elle lui révèle qu'elle connaît Mary, James ressent le besoin de lui parler davantage. Elle est le seul personnage de l'histoire qui ne possède aucune noirceur dans son cœur, et qui n'éprouve aucun sentiment de haine véritable. James la rencontre brièvement dans la Résidence Wood Side, alors qu'elle donne un coup de pied dans une clé qui se trouve derrière une grille, lui marche sur les doigts et s'enfuit. James la retrouvera en train de chantonner une chanson en étant assise en tailleur sur un muret, à la sortie de la Résidence Blue Creek, près du parc de Rosewater. James la poursuivra à travers la ville (y compris à travers le cinéma Rêverie dans le remake). Il recroisera Laura dans la chambre C2 (au 3ème étage, près des cellules d'isolement, dans le remake) de l'hôpital de Brookhaven, puis au restaurant Lake Shore ainsi que dans la chambre 312 de l'hôtel Lakeview. Dans la fin Départ, il la retrouve près du parc de Rosewater et quitte Silent Hill avec elle. 
Maria : James la rencontre au parc de Rosewater et la confond d'abord avec Mary. Bien qu'elle lui ressemble, elle a une attitude beaucoup plus libertine. Elle a des yeux bleus et des cheveux blonds teintés de rose. Elle apparaît comme une danseuse érotique, se persuadant elle-même de travailler au night-club Heaven's Night. Maria décide d'accompagner James à travers la ville et de l'aider à y retrouver sa femme en le conduisant tout d'abord au night-club Heaven's Night puis au parc Moonlight (dans le remake uniquement), mais un mystère l'entoure. James la retrouvera dans la cellule 208 du Labyrinthe, vivante puis morte, ainsi qu'au sous-sol et sur le toit (déguisée en Mary) de l'hôtel Lakeview, suivant la fin que le joueur possède.

## Système de jeu
Le gameplay du jeu a peu évolué par rapport au premier épisode : le joueur contrôle le personnage avec une vue à la troisième personne, peut explorer, ramasser des objets et combattre les ennemis. Il n'y aucun affichage tête haute (HUD) : pour contrôler son niveau de santé, sa position ou ses objets, le joueur doit aller dans le menu « pause ». Les plans sont récupérés au fil du jeu, et peuvent être lus seulement si la lumière est suffisante ou si James a allumé sa lampe de poche. Directement sur ces plans, James note les passages ouverts ou bloqués, les indices et autres notes diverses. Les éléments iconiques de game design (la radio qui grésille à l'approche d'un ennemi et la lampe de poche) font également leur retour.
Selon le niveau de difficulté choisi, le personnage peut être plus ou moins endurant et doué avec les armes à feu.

## Développement

### Musique

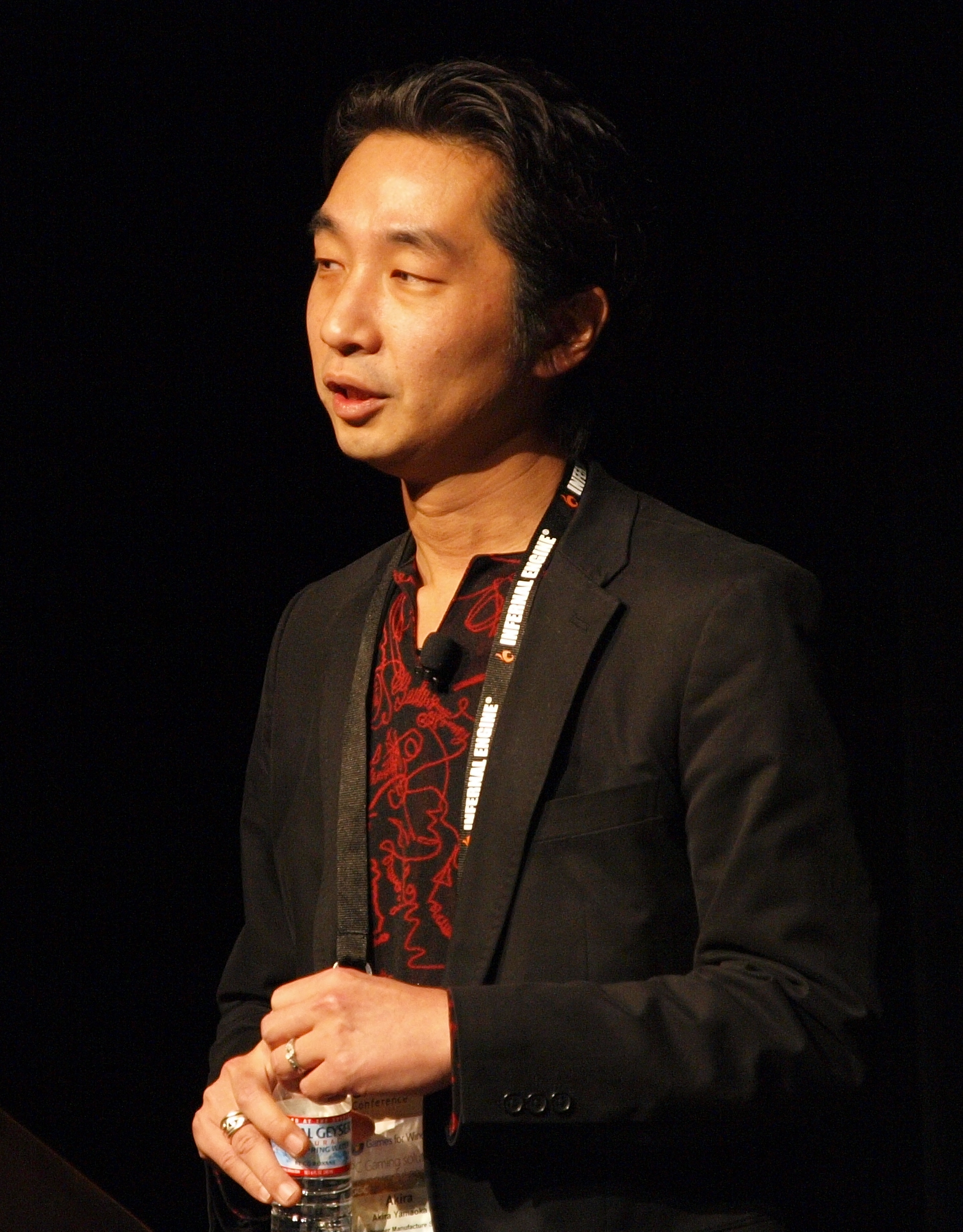
Akira Yamaoka compose les musiques et dirige l'environnement sonore du jeu.

Akira Yamaoka revient à la composition de la musique de Silent Hill 2 après avoir travaillé sur le premier opus. Yamaoka a mis trois jours pour composer, chez lui, le titre Theme of Laura, thème principal de Silent Hill 2, combinant « une musique triste et un rythme puissant », bien qu'il ne considère pas la mélodie comme le plus important dans un morceau ; il cherchait à évoquer une émotion au joueur à travers la musique. Silent Hill 2 utilise beaucoup d'effets sonores, comme des cris ou des bruits de pas sur des morceaux de verre. Également chargé des effets sonores du jeu, Yamaoka voulait surprendre le joueur par différents sons et créer un environnement perturbant. Il choisit aussi d'utiliser le silence occasionnellement, expliquant que « utiliser des moments silencieux est une autre façon de produire du son. »
Konami édite la bande originale Silent Hill 2 Original Soundtrack au Japon le 3 octobre 2001. Huit titres (Theme of Laura, Null Moon, Love Psalm, True, Promise, Fermata in Mystic Air, Laura Plays the Piano et Overdose Delusion) sont inclus dans le titre de 2006 sur PlayStation Portable, The Silent Hill Experience. Lors d'un concert Play! A Video Game Symphony à Chicago en 2006, Yamaoka interprète différents titres de la série avec un orchestre complet, dont Theme of Laura.
| 1.  | Theme of Laura                      | 3:25 |
| 2.  | White Noiz                          | 1:24 |
| 3.  | Forest                              | 1:44 |
| 4.  | A World of Madness                  | 1:48 |
| 5.  | Ordinary Vanity                     | 1:40 |
| 6.  | Promise (Reprise)                   | 1:45 |
| 7.  | Ashes and Ghost                     | 3:09 |
| 8.  | Null Moon                           | 2:51 |
| 9.  | Heaven's Night                      | 2:05 |
| 10. | Alone in the Town                   | 2:20 |
| 11. | The Darkness that Lurks in our Mind | 1:16 |
| 12. | Angel's Thanatos                    | 3:18 |
| 13. | The Day of the Night                | 1:38 |
| 14. | Block Mind                          | 1:13 |
| 15. | Magdalene                           | 1:53 |
| 16. | Fermata in Mystic Air               | 2:17 |
| 17. | Prisonic Fairytale                  | 1:55 |
| 18. | Love Psalm                          | 4:27 |
| 19. | Silent Heaven                       | 2:14 |
| 20. | Noone Love You                      | 1:33 |
| 21. | The Reverse Will                    | 3:34 |
| 22. | Laura Plays the Piano               | 1:55 |
| 23. | Terror in the Depths of the Fog     | 4:32 |
| 24. | True                                | 3:07 |
| 25. | Betrayal                            | 2:31 |
| 26. | Black Fairy                         | 1:13 |
| 27. | Theme of Laura (Reprise)            | 1:52 |
| 28. | Overdose Delusion                   | 4:32 |
| 29. | Pianissimio Epilogue                | 1:37 |
| 30. | Promise                             | 4:40 |

## Commercialisation
Silent Hill 2 parait initialement sur PlayStation 2 le 25 septembre 2001 en Amérique du Nord, le 27 septembre 2001 au Japon, et le 23 novembre 2001 en Europe,. L'édition européenne est agrémentée d'un boîtier de type « digipack » et d'un DVD vidéo supplémentaire contenant notamment le making-of du jeu.
Le jeu parait ensuite sur Xbox le 18 décembre 2001 en Amérique du Nord, le 22 février 2002 au Japon, et le 4 octobre 2002 en Europe. Cette version est sous-titrée Restless Dreams, 最期の詩 (Saigo no Uta) et Inner Fears sur ces territoires respectifs. Elle inclut une sixième fin pour l'histoire principale (La Lettre de Silent Heaven) et, en plus de cette dernière, une extension appelée Né de l'imaginaire dans lequel le joueur incarne Maria, un des personnages rencontrés par James dans l'histoire principale.
Une dernière version sous-titrée Director's cut, incluant le scénario Né de l'imaginaire en plus de certaines modifications des énigmes et l'ajout de nouveaux items dans l'arsenal, sort sur PlayStation 2 et Windows à prix budget en 2002.

## Accueil
Silent Hill 2 a été très bien reçu et s'est vendu à plus d'un million d'exemplaires dans le premier mois en Amérique du Nord, au Japon et en Europe.
Silent Hill 2 est très remarqué par la presse depuis sa sortie. Andy Greenwald de Spin a apprécié un jeu terrifiant mais « maîtrisé ». Jon Thompson de AllGame déclare : « Silent Hill 2 semble un peu précipité, et bien qu'il n'atteigne pas l'horreur vertigineuse du premier jeu, il en a suffisamment sous le pied pour être une digne suite » Doug Perry de IGN a dit : « C'est effrayant, profond, intelligent, et tente d'améliorer le genre, aussi peu qu'il puisse, et à la fin, c'est tout ce que je veux vraiment dans un jeu de survival horror. » Joe Fielder de GameSpot ajoute : « Silent Hill 2 est un jeu beaucoup plus joli, un peu plus intelligent, mais moins convaincant que l'original. »
Dans Replay: The History of Video Games en 2010, Tristian Donovan décrit Silent Hill 2 comme le « sommet » de la série. Dans une rétrospective sur le genre du survival horror, Jim Sterling de IGN a présenté le scénario comme « un des meilleurs exemples de construction narrative dans l'histoire du jeu vidéo » Son collègue Travis Fahs, dans une autre rétrospective, a souligné l'importance de Silent Hill 2 dans la « courte période de regain d'intérêt dans les jeux d'horreur ». Le critique Ben « Yahtzee » Croshaw l'a placé dans ses cinq jeux favoris, aimant le titre pour l'atmosphère lourde et troublante qui crée les tensions et la peur pour les joueurs. Dans une critique dédiée, il explique que « Silent Hill 2 est le jeu auquel je rejoue de temps en temps pour me rappeler que malgré tous les titres avec des militaires de l'espace, copiant le RPG, plein de QTE, fades, le jeu vidéo vaut la peine d'être défendu, » et qu'il constitue « un voyage fascinant de douleur et de désespoir qui vous laisse vidé émotionnellement et satisfait. ».
Les graphismes et l'atmosphère de Silent Hill 2 ont été très appréciés des critiques, qui ont remarqué les transitions douces entre les séquences de jeu et les cinématiques, et la claustrophobie créée par le brouillard constant,. Cependant, Thompson trouve que l'effet de grain des images et le brouillard dense masquent les détails des environnements alors que Fielder considère que les environnements extérieurs « ont rarement autant utilisé les capacités graphiques de la PlayStation 2 ». L'animation des personnages est considérée comme réaliste,, même si, selon Perry, elle donne à James des airs de marionnette. Le doublage a reçu un accueil mitigé, parfois bon parfois moins. Le design des monstres a été apprécié,, bien que certains ont trouvé que l'abondance de munitions les rend moins menaçants, et facilement évitables. Les problèmes de caméra du premier demeuraient, malgré les améliorations, rendant certains combats difficiles,, un problème très fortement souligné dans la version PC,.
La musique et les effets sonores sont considérés comme très efficaces pour créer une ambiance,, bien que Thompson les trouve parfois « un peu forcés et artificiels ». Les énigmes ne sont pas considérées comme de gros défis,, Thompson les trouvant faciles mais David Hodgeson de GameSpy les trouvant parfois illogiques. Le système de combat est jugé trop simple, les monstres et boss offrant peu de challenge,.
Les critiques ont tout autant apprécié la version Xbox, trouvant que peu de différences existaient avec la version PS2, à l'exception de l'épisode supplémentaire exclusif Born from a Wish. Kristan Reed de Eurogamer trouve que Born from a Wish « ressemble plus à une démo qu'à autre chose » alors que Fielder y voit « un bonus appréciable ». Ils sont toutefois d'accord sur la courte durée et son côté dispensable au scénario.
Le portage PC a été moins bien reçu. Allen Rausch de GameSpy le considère globalement comme « la traduction fantastique du survival-horror élégant et effrayant de Konami ». Ivan Sulic de IGN déconseille de le jouer au clavier mais a donné une bonne appréciation. À l'inverse, Ron Dulin de GameSpot dit : « même l'atmosphere brumeuse ne suffit pas à cacher les problèmes de Silent Hill 2. ».
La Silent Hill HD Collection a reçu une note moyenne de 70/100 sur Metacritic pour sa version PlayStation 3 et 69/100 pour la version Xbox 360, notes considérées comme moyennes.
Selon le magazine Play, « la collection a des problèmes techniques, mais la qualité des jeux n'est pas reniée ». Dans le Official PlayStation Magazine, on lit : « Comme exercice de peur sur Playstation, il n'y a rien de plus pur ». Au contraire, GameTrailers est déçu par la Collection : « la présentation inconsistente, les compromis faits avec la version originale des développeurs, et le manque de contenus additionnels font que le prix joue plus sur les nerfs que les jeux ». Le nouveau doublage a été reçu de façon très variable, aussi bien vu comme une amélioration,, que comme incertain,,. Certaines critiques notent qu'il peut être décevant de ne pas trouver des titres comme Silent Hill 4: The Room ou Silent Hill: Origins,,. Les versions HD comptent quelques glitches et des problèmes de synchronisation labiale,,.
Silent Hill 2 est considéré aujourd'hui comme l'un des meilleurs jeux vidéo d'horreur jamais édités, par son histoire, son écriture métaphorique qui utilise l'horreur psychologique et des sujets tabou. X-Play le désigne comme le jeu le plus effrayant de tous les temps en 2006. IGN le classe dans les cinq meilleurs jeux d'horreur édités depuis 2000 en 2009, et dans les 12 meilleurs titres PlayStation 2. Il atteint plus tard la 54e place du top 100 des jeux PlayStation 2 pour IGN ; et la 26e pour GamePro. En 2008, GamesRadar+ le liste parmi les 15 meilleures histoires de jeux vidéo, le décrivant comme « un conte punitif d'un niveau rarement atteint ». En 2009, Wired News le liste comme le 11e jeu le plus influent de la décennie pour son utilisation de l'horreur psychologique et son exploration des tabous comme l'inceste et la violence domestique, plutôt que le gore. En 2012, la chaîne G4 place Silent Hill 2 à la 85e place de sa liste des meilleurs jeux de tous les temps. La même année, la narration du jeu obtient la 1re place de la liste des meilleures histoires du jeu vidéo de GamesRadar+. Silent Hill 2 a enfin été classé 2e meilleur jeu vidéo d'horreur dans le numéro d'octobre 2014 de Game Informer.
Le cinéaste Christophe Gans, par ailleurs réalisateur du film Silent Hill pour le cinéma, considère Silent Hill 2 comme l'« empereur des jeux ».
Dans un numéro spécial dédié aux liens entre cinéma et jeux vidéo, Mad Movies rappelle les inspirations cinématographiques de Silent Hill 2 (L'échelle de Jacob, L'antre de la folie, Twin Peaks) et qualifie Silent Hill 2 d'« apothéose du mal ».